# Stefaniella gigantea
Stefaniella gigantea är en tvåvingeart som beskrevs av Fedotova 1992. Stefaniella gigantea ingår i släktet Stefaniella och familjen gallmyggor.
Artens utbredningsområde är Turkmenistan. Inga underarter finns listade i Catalogue of Life.